# Nederlandse kampioenschappen schaatsen afstanden 2000 - 1500 meter vrouwen
De Nederlandse kampioenschappen schaatsen afstanden 2000 - 1500 meter vrouwen worden gehouden in De Scheg in Deventer, in januari 2000. 
Titelverdedigster is Barbara de Loor die de titel pakte tijdens de Nederlandse kampioenschappen schaatsen afstanden 2000

## Uitslag
| #      | Schaatser            | Tijd    |
| ------ | -------------------- | ------- |
| Goud   | Wieteke Cramer       | 2.08,64 |
| Zilver | Wieteke Cramer       | 2.09,31 |
| Brons  | Barbara de Loor      | 2.09,60 |
| 4      | Helen van Goozen     | 2.11,30 |
| 5      | Mireille Reitsma     | 2.11,98 |
| 6      | Tijn Ponjee          | 2.12,57 |
| 7      | Martine Oosting      | 2.13,72 |
| 8      | Marianne Timmer      | 2.14,31 |
| 9      | Mirjam de Joode      | 2.15,65 |
| 10     | Arien Bosch          | 2.16,68 |
| 11     | Paulien van Deutekom | 2.16,77 |
| 12     | Moniek Kleinsman     | 2.17,55 |
| 13     | Elma de Vries        | 2.19,24 |

1987 · 
1988 · 
1989 · 
1990 · 
1991 · 
1992 · 
1993 · 
1994 · 
1995 · 
1996 · 
1997 · 
1998 · 
1999 · 
2000 · 
2001 · 
2002 · 
2003 · 
2004 · 
2005 · 
2006 · 
2007 · 
2008 · 
2009 · 
2010 · 
2011 · 
2012 · 
2013 · 
2014 · 
2015 · 
2016 · 
2017 · 
2018 · 
2019 · 
2020 · 
2021 · 
2022 · 
2023 · 
2024 · 
2025